# 中山優貴
中山 優貴（なかやま ゆうき、1991年4月2日 - ）は日本の俳優、SOLIDEMOの元メンバー。千葉県出身、エイベックス・マネジメント所属。

## 略歴
- 2009年11月23日、第22回ジュノン・スーパーボーイ・コンテストファイナリスト。GREE賞に選ばれる[注 1][3][4]。
- 2010年3月、エイベックス・マネジメントに所属[5]。6月、テレビドラマ『アザミ嬢のララバイ』 でデビュー[6]。
- 2013年6月、エイベックスの男性音楽グループ「SOLIDEMO」（ソリディーモ）のメンバーとなる[7]。
- 2014年12月30日、第56回日本レコード大賞・新人賞受賞[8]
- 2017年1月9日、所属するSOLIDEMOでフジテレビの日9ドラマ『大貧乏』主題歌「Happiness」を歌う[9]。
- 2022年6月、オムイズムvol,7『探求』で舞台単独初主演[10][1]。同年9月30日、SOLIDEMOでの活動を終了する[11]。
- 2023年7月、オフィシャルファンクラブ「Cafe Latte」開設[12]。

## 人物
- 元ジュノンボーイで188cmの11頭身[注 2]。メディアに取り上げられるときは「甘いマスクに高身長でスタイル抜群の王子様」というフレーズが多い[14]。
- 体重70キロ弱。細マッチョボディー[15]。靴のサイズは28cmもしくは28.5cm。服のサイズはXL。弟が1人いる。
- 特技は、サッカー[16]、趣味はカフェ巡り[17]。特にスターバックスが好きで、俳優になっていなかったらスターバックスの店員をやってみたかったと答えている[13]。お菓子やスイーツ好き[18]。特に遠征中「じゃがりこ」が1番のお気に入り[19]。
- 取得している資格は、普通自動車免許、書道5段。

## 出演

### 舞台
2010年
- 東京俳優市場 2010冬 第2話『さよならの11月』（11月、笹塚ファクトリー） - 初舞台

2011年
- ドワンゴ・ニコニコミュージカル第5弾『DEAR BOYS -Double Revenge-』（4月 - 5月、シアター1010） - 森山敦司 役
- 東京俳優市場2011冬（12月、笹塚ファクトリー）

2012年
- メンズネーションプロジェクトVOL.1『誇らしげだが、空（から）。』（3月、新宿FACE）

2013年
- ドリームジャンボ宝ぶね〜けっしてお咎め下さいますな〜（1月、青山劇場 / 梅田芸術劇場） - 大黒 役

2016年
- 舞台『戦国BASARA4 皇』（1月）
- 斬劇『戦国BASARA4 皇』本能寺の変（7月） - 長曾我部元親親衛隊 久彦 役
- おそ松さん on STAGE 〜SIX MEN'S SHOW TIME〜（9月29日 - 10月3日、梅田芸術劇場 シアタードラマシティ / 10月13日 - 23日、Zeppブルーシアター六本木）- トド松（F6） 役

2017年
- 斬劇『戦国BASARA』関ヶ原の戦い（2月5日、天王洲 銀河劇場） - 久彦 役
- STAGE FES 2017-2018（12月31日、大宮ソニックシティ 大ホール）- トド松（F6） 役

2018年
- おそ松さん on STAGE - トド松（F6） 役
  - SIX MEN'S SHOW TIME 2（2月23日 - 3月11日、梅田芸術劇場 メインホール 他）
  - スペシャルイベント『おそ松さん on STAGE 〜SIX MEN'S FESTIVAL〜』（3月25日、パシフィコ横浜 国立大ホール）
  - F6 1st LIVEツアー「Satisfaction」（8月11日 - 25日、豊洲PIT 他）
  - STAGE FES 2018-2019（12月31日、大宮ソニックシティ 大ホール）

2019年
- DEVIL MAY CRY -THE LIVE HACKER-（3月1日 - 10日、Zepp DiverCity TOKYO）- ヘンリー 役
- フォトシネマ朗読劇『天使がいた三十日』（5月17日・18日、TOKYO FM HALL）
- GRIEF7 Sin#2（9月5日 - 9日、紀伊國屋ホール / 9月21日 - 24日、ABCホール） - エヴァン・ロドリゲス 役
- フラガール -dance for smile-（10月18日 - 27日、日本青年館ホール / 11月2日 - 4日、サンケイホールブリーゼ）
- おそ松さん on STAGE - トド松（F6） 役
  - SIX MEN'S SHOW TIME 3（11月21日 - 24日、あましんアルカイックホール / 11月28日 - 12月8日、舞浜アンフィシアター）
  - STAGE FES 2019-2020（12月31日、大宮ソニックシティ）

2020年
- F6 2nd LIVEツアー「FANTASTIC ECSTASY」（2月22日 - 3月20日、幕張メッセ イベントホール 他）- トド松（F6） 役

2021年
- 青山オペレッタ THE STAGE（渋谷区文化総合センター大和田 さくらホール） - 斎鷹雄 役
  - ノーヴァ・ステラ / 新しい星（4月22日 - 25日） 
  - ルーナ・ピエナ / 満ちる月（10月9日 - 10日） 

- キューピット・パラサイト The Stage（11月10日 - 14日、全電通労働会館 多目的ホール） - ラウル・アコニット 役
- コーリング（12月15日 - 19日、浅草花劇場） - 主演・青木宇宙 役（トリプル主演）

2022年
- 青山オペレッタ THE STAGE〜ファルチェ・インヴェルソ / 逆さの三日月〜（5月4日 - 8日、渋谷区文化総合センター大和田 さくらホール） - 斎鷹雄 役
- オムイズムvol,7『探求』（6月22日 - 26日、赤坂RED/THEATER） - 主演・遠山巧 役
- 舞台『オオカミの誘惑』（7月23日 - 26日、博品館劇場） - ジェイ（本田鼓太朗） 役（Wキャスト）
- 新感覚恋愛×マーダーミステリー劇『Love Letter for You』（9月4日、EX THEATER ROPPONGI）
- 青山オペレッタ THE STAGE 2周年記念公演スペシャル・レヴューショー！（10月28日 - 31日、シアター1010） - 斎鷹雄 役

2023年
- 舞台『穏やか貴族の休暇のすすめ。2〜とある料理人の野望〜』（1月18日 - 22日、シアター・アルファ東京） - 主演・ジル 役
- なめ猫 on STAGE（2月22日 - 3月1日、新宿FACE） - 室川恭弥 役
- ステージ『エロイカより愛をこめて』（5月11日 - 14日、渋谷区文化総合センター大和田 さくらホール） - 主演・怪盗エロイカ / ドリアン・レッド・グローリア伯爵 役（W主演）
- 青山オペレッタ THE STAGEファンフェスタ 2023（5月21日、日経ホール） - 斎鷹雄 役
- 2.5次元ダンスライブ S.Q.S Episode 9『The Freely』（6月15日 - 25日、I’M A SHOW） - 村瀬大 役
- ALTAR BOYZ 2023（8月11日 - 29日、新宿FACE）
- 青山オペレッタ THE STAGE 〜ストーリア・パラッレーラ・ウノ〜（10月4日 - 8日、シアター1010） - 斎鷹雄 役 
- 朗読劇『夢から醒めない夢を見よ。』（12月17日、シアター・アルファ東京）

2024年
- 2.5次元ダンスライブ S.Q.S Episode 10『月野奇譚 太極伝奇 -干戈騒乱-』（1月、草月ホール） - 村瀬大 役
- マーダー★ミステリー〜探偵・班目瑞男の事件簿〜on stage（2月23日、R'sアートコート）
- 青山オペレッタ THE STAGE 〜メッザ・ルーナ / 光と影〜（3月28日 - 31日、シアター1010） - 斎鷹雄 役
- ACTORS STAND vol.1 『無垢ども』（4月17日 - 21日、赤坂RED/THEATER） - 伊吹亘 役
- なめ猫ロックショー！（5月16日 - 24日、浅草花劇場） - 室川恭弥 役
- 舞台『鬼神の影法師』-玲瓏万華篇-（6月13日 - 23日、あうるすぽっと） - 白玖 役
- ステージ『エロイカより愛をこめて』Revival+（7月26日 - 29日、紀伊國屋ホール） - 主演・怪盗エロイカ / ドリアン・レッド・グローリア伯爵 役
- 音楽朗読劇『千夜星霜〜商人アンヘルトの宴は砂に歌う〜』（8月21日 - 25日、あうるすぽっと） - ルーフェンス 役
- T1project Musical vol.6 ミュージカル『ココロノカケラ』（9月25日 - 29日、博品館劇場）

2025年
- 舞台『鬼神の影法師』-千年双月篇-（1月9日 - 21日、あうるすぽっと） - 白玖 役
- Asterism⁂『NoLimit』（6月13日 - 22日〈予定〉、シアターグリーン BOX in BOX THEATER）
- キューピット・パラサイト The Stage（7月、ラゾーナ川崎プラザソル） - ラウル・アコニット 役
- 劇団バルスキッチン 第43回公演『商店街グランドリオン』（9月3日 - 7日〈予定〉、あうるすぽっと） - 勇者クロヌ 役
- 舞台『鬼神の影法師』-陰陽寮篇-（10月16日 - 26日〈予定〉、新宿LIVE） - 白玖 役
- 青山オペレッタ THE STAGE 〜ピエナ・クラシコ / 始まりの刻〜（11月21日 - 27日、新宿村LIVE） - 斎鷹雄 役

### 映画
- トウキョウ・リビング・デッド・アイドル（2018年） - 吉岡 役[77]
- ファストブレイク（2024年11月22日） - 団塚無我 役[78][79]

### テレビドラマ
- アザミ嬢のララバイ 最終話（2010年6月23日、毎日放送 他）[80][81]
- 美咲ナンバーワン!! 第1話・第3話（2011年1月、日本テレビ）[82]
- ピースボート -Piece Vote- 第3話（2011年7月18日、日本テレビ）[83]
- 魔術はささやく（2011年9月9日、フジテレビ）[84]
- シュガーレス 第1話（2012年10月3日、日本テレビ）[85]
- 積木くずし 最終章（2012年11月23・24日、フジテレビ）[86]
- ヨメ代行はじめました。 第11話・最終話（2013年3月、関西テレビ）[87]
- 金曜プレステージ 医療捜査官 財前一二三4（2013年11月8日、フジテレビ） - 牧野賢太 役[88]
- 好きな人がいること 第1話・最終話（2016年7月11日・9月19日、フジテレビ） - カフェ店員 役[89]
- 母になる 第4話 - 最終話 （2017年5月3日 - 6月15日、日本テレビ） - 香坂賢太 役[90]
- 下町ロケット2（2018年10月14日 - 12月23日、TBS） - 青山賢吾 役[91]

### テレビ番組
- 戦国鍋TV 〜なんとなく歴史が学べる映像〜（2010年、テレビ神奈川 他） - 「堺衆」 小西隆佐 役
- ハァハァ耳キュン男子（2015年8月3日、日本テレビ）
- 女の妄想 男のリアル（2016年3月31日、日本テレビ）[92]
- 爆笑そっくりものまね紅白歌合戦スペシャル（2016年5月6日、フジテレビ）[93]

### PV
- machine「innocent fever / ライチ☆光クラブ - ジャイボ 役（2012年7月）[94]

### モデル
- FINEBOYS（2010年12月 - 2013年6月・2015年10月・2016年4月）
- FINEBOYS時計 VOL.09（2015年11月26日）
- JUNON（2015年3月・2016年1月）
- Domani（2015年11月1日）
- Popteen（2017年3月）[95]

### イベント
- ジュノンボーイフェスティバル2010（2010年3月25日、JCBホール）[96]
- ファッションショー「THE ART HOTEL NEST TOKYO - MIHO KINOMURA presents 4040Not Fashion」（2010年10月24日、TABLOID）[97]
- 戦国鍋TVまさかの1周年記念調子に乗ってCDまで出しちゃいますライブ（2011年5月11日、関内ホール）[98]

### ネット配信
- ツキプロチャンネル48時間マジカルTV（2023年11月3日、YouTube・ニコニコ生放送）[99]

### ラジオ
- ラジオペ！〜こちら青山オペレッタ広報部〜（2020年10月3日 - 、ABCラジオ）[100]